# 物理数学
物理数学（ぶつりすうがく、英語: physical mathematics）とは、物理学で用いられるいくつかの数学的手法を総称した呼び方であり、特定の数学分野を示すものではない。代表的な手法・分野は以下の通り。ある物理現象を扱う際にはこのうちいくつかの手法を複合的に用いることが多い。
日本の大学の理学部物理学科ではこれらの分野を物理数学という科目名で教育されている。専門基礎科目として教授される線形代数および微分積分学、確率統計学を除いた数学は物理数学という科目名で専門科目として教授される。物理学の教育において重要な柱の一つである。
- ベクトル解析
- テンソル解析
- 常微分方程式
- 偏微分方程式
- フーリエ変換
- ラプラス変換
- 微分幾何学
- 複素解析
- 特殊関数
- 群論（有限群論、連続群論）
- 超関数

## 物理現象に対する適用例
物理数学が実際にどのように物理現象に適用されるか調べる初等的な例として、電磁気学における静電ポテンシャルの問題について述べる。ここでは用いた物理数学の手法を明示するため、意図的に詳しく解答を掲載している。

### 例題
無限に広がる真空中の誘電率を{\displaystyle \varepsilon _{0}=1}、電荷密度を{\displaystyle \rho (\mathbf {r} )}とするとき、静電ポテンシャル{\displaystyle \phi (\mathbf {r} )}はポアソン方程式{\displaystyle \Delta \phi (\mathbf {r} )=-\rho (\mathbf {r} )}を満たす。
ただし{\displaystyle \Delta }はベクトル解析における3次元ラプラシアンであり、{\displaystyle \Delta ={\dfrac {{\partial }^{2}}{\partial x^{2}}}+{\dfrac {{\partial }^{2}}{\partial y^{2}}}+{\dfrac {{\partial }^{2}}{\partial z^{2}}}}である。
これを偏微分方程式とみなしてフーリエ変換を用いて解き、{\displaystyle \phi (\mathbf {r} )}を求めよ。

### 解答
この偏微分方程式の解として積分方程式{\displaystyle \phi (\mathbf {r} )=\int G(\mathbf {r} ,\mathbf {r'} )\rho (\mathbf {r'} )d^{3}\mathbf {r'} }を仮定し、ポアソン方程式に代入すると次の方程式を得る。
{\displaystyle \int d^{3}\mathbf {r'} [-\Delta G(\mathbf {r} ,\mathbf {r'} )]\rho (\mathbf {r'} )=\rho (\mathbf {r} )}
ここでΔ関数の性質から直ちに次の式を得る。
{\displaystyle \Delta G(\mathbf {r} ,\mathbf {r'} )=-\delta (\mathbf {r} -\mathbf {r'} )}
このような方程式の解{\displaystyle G(\mathbf {r} ,\mathbf {r'} )}をグリーン関数と呼ぶ。{\displaystyle G(\mathbf {r} ,\mathbf {r'} )}のフーリエ変換を{\displaystyle g(\mathbf {k} ,\mathbf {r'} )}として両辺をフーリエ変換すると次の式を得る。
{\displaystyle -|\mathbf {k} |^{2}g(\mathbf {k} ,\mathbf {r'} )=-e^{-i\mathbf {k} \cdot \mathbf {r'} }}
これを{\displaystyle g(\mathbf {k} ,\mathbf {r'} )}について解き、逆フーリエ変換するとグリーン関数{\displaystyle G(\mathbf {r} ,\mathbf {r'} )}について次の式を得る。
{\displaystyle G(\mathbf {r} ,\mathbf {r'} )={\dfrac {1}{4\pi ^{2}|\mathbf {r} -\mathbf {r'} |}}\int _{0}^{\infty }{\dfrac {\sin {k}|\mathbf {r} -\mathbf {r'} |}{k}}dk}
ただし、{\displaystyle |\mathbf {k} |=k}とした。積分部は複素積分を用いて計算することができるので次の式を得る。
{\displaystyle G(\mathbf {r} ,\mathbf {r'} )={\dfrac {1}{4\pi |\mathbf {r} -\mathbf {r'} |}}}
これをはじめの積分方程式に代入するとポアソン方程式の解{\displaystyle \phi (\mathbf {r} )}を得る。
{\displaystyle \phi (\mathbf {r} )=\int {\dfrac {1}{4\pi |\mathbf {r} -\mathbf {r'} |}}\rho (\mathbf {r'} )d^{3}\mathbf {r'} }

## 学習用図書
- 寺澤寛一：「自然科学者のための数学概論：増訂版」、岩波書店（1983年5月18日)。
- 寺沢寛一(編)：「自然科学者のための数学概論：応用編」、岩波書店（1960年7月)。
- ジョージ．ブラウン・アルフケン、ハンス．Ｊ・ウェーバー：
  - 「基礎物理数学第4版：Vol.1 ベクトル・テンソルと行列」、講談社、ISBN 978-4-06-153960-0 (1999年11月19日).
  - 「基礎物理数学第4版：Vol.2 関数論と微分方程式」、講談社、ISBN 978-4-06-153968-6 (2000年11月14日).
  - 「基礎物理数学第4版：Vol.3 特殊関数」、講談社、ISBN 978-4-06-153979-2 (2001年10月30日).
  - 「基礎物理数学第4版：Vol.4 フーリエ変換と変分法」、講談社、ISBN 978-4-06-153990-7 (2002年10月1日).
- 福山秀敏・小形正男 『物理数学Ｉ』、朝倉書店 (2003年3月5日) ISBN 978-4-254-13703-3。
- 塚田捷：「物理数学 II」、朝倉書店 (2003年11月20日) ISBN 978-4-254-13704-0。
- R.クーラント、D.ヒルベルト：「数理物理学の方法 上」、丸善出版（2013年2月）。
- R.クーラント、D.ヒルベルト：「数理物理学の方法 下」、丸善出版（2019年9月）。

ほかにも物理数学の教科書や研究図書は数多くある。